# Jim Covert
James Paul Covert, detto Jimbo (Conway, 22 marzo 1960), è un ex giocatore di football americano statunitense che ha giocato nel ruolo di offensive tackle per i Chicago Bears della National Football League (NFL). Fu scelto nel corso del primo giro (6º assoluto) del Draft NFL 1983 dai Bears. Al college giocò a football all'Università di Pittsburgh. Nel 2020 è stato introdotto nella Pro Football Hall of Fame.

## Carriera professionistica
Covert fu scelto dai Chicago Bears come sesto assoluto del Draft NFL 1983. Divenne immediatamente titolare in una posizione cruciale come quella di tackle sinistro e ancorò la offensive line dei Bears per tutti gli anni ottanta.
L'attacco dei Bears passò dall'essere dal 26º della lega nel 1982 al sesto nel 1983. L'aggiunta di Covert nella formazione titolare dei Bears fece stabilire alla squadra diversi primate nelle corse negli anni successivi. Nel suo secondo anno nella lega, Covert fu nominato capitano dell'attacco dai suoi compagni di squadra, assieme al running back Walter Payton. Quell'anno fu inserito nella formazione ideale della stagione All-Pro da Sports Illustrated e classificato da molte pubblicazioni come uno dei migliori tackle della lega. Nella sua terza stagione fu inserito unanimemente nella formazione All-Pro, fu convocato per il Pro Bowl, e nominato miglior offensive lineman della NFC. Nel 1985, i Bears terminarono la stagione regolare con un record di 15-1, giungendo fino al Super Bowl XX, vinto per 46–10 sui New England Patriots.
In carriera, Jimbo fu convocato per due Pro Bowl nel 1985 e 1986, anno, quest'ultimo in cui fu anche premiato come offensive lineman dell'anno. Coi Bears vinse sei titoli di division e disputò tre finali di conference. L'ultima sua stagione fu quella del 1990, dopo la quale si ritirò per un infortunio alla schiena.

## Palmarès

### Franchigia
- Super Bowl : 1

Chicago Bears: Super Bowl XX
- National Football Conference Championship: 1

Chicago Bears: 1985

### Individuale
- Convocazioni al Pro Bowl: 2

1985, 1986
- All-Pro: 4

1984, 1985, 1986, 1987
- PFWA All-Rookie Team - 1983
- Formazione ideale della NFL degli anni 1980
- College Football Hall of Fame